# Galeruca canigouensis
Galeruca canigouensis là một loài bọ cánh cứng trong họ Chrysomelidae. Loài này được Fauvel miêu tả khoa học năm 1892.